# 배리 매닐로
배리 매닐로(영어: Barry Manilow 배리 매닐로우[*], 본명: 배리 앨런 핀쿠스, 영어: Barry Alan Pincus 배리 앨런 핑커스[*], 1943년 6월 17일~)는 미국의 가수이다. 뉴욕주 브루클린에서 태어났으며, 줄리어드 음악 학교를 졸업하였다. 1964년에 언더그라운드의 브라스 밴드에서 처음 데뷔한 후 1973년에 정규 데뷔 앨범 《Barry I》을 발표하였으며, 1974년에 두 번째 앨범 《Barry Ⅱ》를 발표하여 〈Mandy〉가 정상을 차지하면서 승승가도를 달리기 시작했다. 1975년에 발표한 〈I Write This Song〉이 1976년도의 그래미 상 올해의 노래로 선정되었으며, 1976년에 네 번째 앨범 《This One's For You》는 300만 장 이상이 팔리는 기록을 세웠다. 〈Looks Like We Made It〉은 빌보드 1위에 올랐다. 1978년에는 자신의 최대 인기 앨범인 《Even Now》를 발표하여, 경쾌한 〈Copacabana〉와 〈Somewhere In The Night〉가 인기를 얻자 그로 인해 그래미상 최우수 남자 가수상을 받았다.